# Henry Källgren
Henry Källgren (13 de março de 1931 - 21 de janeiro de 2005) foi um futebolista sueco. Ele competiu na Copa do Mundo FIFA de 1958, sediada na Suécia, na qual a seleção de seu país foi a vice-campeã.

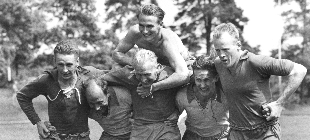